# Théodore Datouo
Théodore Datouo est un opérateur économique camerounais et par ailleurs député à l'Assemblée nationale pour le compte du parti RDPC.

## Biographie

### Enfance, éducation et débuts
Théodore Datouo né vers 1960 est originaire de Bangou.

### Carrière
Théodore Datouo est vice-président de la Chambre des députés. En 2021, il participe à la supervision de l'évolution des travaux de construction du nouveau siège de l'Assemblée nationale camerounaise. Ces travaux sont effectués par une entreprise chinoise.
En janvier 2022, à l'occasion la CAN 2021, il organise une grande cérémonie d'accueil avec les autorités et élites de son village natal.
Cette cérémonie accueille et célèbre les équipes de la poule de Bafoussam et en particulier des délégations de football du Sénégal et du Malawi qui logent au village vacances de Bangou.